# John Tyler
John Tyler, Jr (29 de març del 1790 - 18 de gener del 1862), fou el desè president dels Estats Units entre el 1841 i el 1845. Ja havia estat Vicepresident durant el brevíssim mandat del seu predecessor, William Henry Harrison. Va tenir problemes per governar a causa de l'oposició dels que anteriorment li havien donat suport. El fet principal de la seva presidència fou l'annexió de Texas.
Va proposar reformes fiscals per aconseguir més diners i eixugar el deute creixent del país, però els seus opositors van vetar gran part de les seves iniciatives (amb una fracassada moció de censura inclosa, la primera dels Estats Units). Sota el seu mandat va iniciar-se l'expansió cap al Pacífic, amb el reforçament de l'exèrcit naval.